# Saint-Saturnin-sur-Loire
Pour les articles homonymes, voir Saint-Saturnin.
 (septembre 2012).
Si vous disposez d'ouvrages ou d'articles de référence ou si vous connaissez des sites web de qualité traitant du thème abordé ici, merci de compléter l'article en donnant les références utiles à sa vérifiabilité et en les liant à la section « Notes et références ».
Saint-Saturnin-sur-Loire est une ancienne commune française située dans le département de Maine-et-Loire, en région Pays de la Loire, devenue le 15 décembre 2016 une commune déléguée au sein de la commune nouvelle de Brissac Loire Aubance.

## Géographie

### Localisation
La commune de Saint-Saturnin-sur-Loire est située dans le département de Maine-et-Loire, sur la rive sud de la Loire, à une vingtaine de kilomètres à l’est d’Angers. Saint-Saturnin est l’une des communes les plus élevées d’Anjou, avec 85 mètres d’altitude.

### Topographie, géologie et relief
Sa superficie est de 1 224 hectares et comporte plusieurs types de paysages. Le bourg s’étend sur un plateau allant de Saint-Saturnin à Coutures à près de 8 km. Au nord du bourg, au bas du plateau, s’étend la vallée de la Loire sur près de 1,5 km, zone peu habitée car inondable, elle est composée d'une terre sablonneuse occupée par des maraichers. A l’est, sur le plateau, plusieurs bois, séparés par des vignes (le Bois du Lys, des Quatre Croix, et du Rocher). Au sud, s’étend la partie la plus étendue de Saint-Saturnin, une plaine bosselée de 5 km allant jusqu’au ruisseau de la Durdenne et la rivière Aubance dans laquelle il se jette.
Ces plaines comportent des terres cultivées de blé, de maïs, de tournesol, ou de vignes. On trouve, dans cette plaine, les lieux-dits les plus importants de la commune : la Gaignardière, Orgigné, les Jaillières, le Haguineau, la Valinière, Sainte-Anne, Littré…
Le plateau, sur lequel est situé le village marque la jonction entre le Massif armoricain à l’ouest et le bassin parisien à l’est.
Pendant longtemps les sols angevins furent recouverts par diverses mers. Il y a 500 millions d’années, au début de l’Ordovicien, une mer peu profonde s’étend sur la région et la recouvrira jusqu’au Dévonien moyen (il y a 375 millions d’années). Pendant cette période, des dépôts marins se forment sur plusieurs couches, qui, par la chaleur et la pression, formeront les schistes ardoisiers d’Anjou. Cette formation schisteuse est ce qui constitue l’actuel sol de Saint-Jean-des-Mauvrets, Juigné-sur-Loire, ou Trélazé.
Ensuite, des bouleversements tectoniques entraînent le soulèvement des fonds marins. La mer se retire donc et laisse place à des reliefs (Massif armoricain) que l’érosion va lentement ronger pendant près de 175 millions d’années. Au Jurassique (il y a 200 millions d’années), arrive de l’est la mer alpine (provenant d’une fosse située dans l’actuelle région des Alpes avant la formation du massif). L’Anjou devient la région côtière des terres immergées de l’ouest. Pendant plus de 100 millions d’années l’Anjou sera plus ou moins recouvert d’une mer peu profonde et sera traversée par des fleuves descendant du Massif armoricain vers la mer, et créant des zones marécageuses. À cette période  une nouvelle sédimentation a lieu qui est à l’origine des sols calcaires, du tuffeau, ou encore des marnes à huîtres que l’on trouve à Saint-Saturnin.
Au Paléocène (65 millions d’années), de nouveaux bouleversements tectoniques créent les Pyrénées et les Alpes. Le paysage géologique change alors complètement dans toute l’Europe. L’océan Atlantique est créé et vient se répandre sur les terres du bassin parisien. Le Massif armoricain devient alors une île. Sur les côtes, sous un climat tropical, les sables se transforment en grès, emprisonnant parfois les traces d’une végétation luxuriante (ainsi se sont formés les grès de Saint-Saturnin, abritant parfois des fossiles de feuille de palmier).
Au Miocène, il y a 15 millions d’années, la mer des Faluns envahie toute l’Anjou. Pendant 10 millions d’années, elle va laisser des traces d’une faune abondante (poisson, baleine, requin, tortue, etc.) que l’on retrouve à Saint-Saturnin.
Le Quaternaire, qui débute il y a 2,6 millions d’années, voit se construire les paysages actuels, du fait de l’érosion des anciens sols. C’est à cette époque que la butte de Saint-Saturnin se forme. Tandis que les anciens sols du Massif armoricain sont rongés par les vents et les pluies, le grès de Saint-Saturnin résiste. C’est ainsi que les communes de Saint-Jean-des-Mauvrets ou Juigné-sur-Loire ont été érodées jusqu’aux anciens sols schisteux d’il y a plus de 200 millions d’années, et que les grès de Saint-Saturnin, plus solides, ont maintenu les sols intacts.
Ainsi en descendant la butte de Saint-Saturnin, on découvre plusieurs types de sols. Un premier sol est le grès à sabales dépôt de la mer des faluns, qui abritent des coquillages fossilisés, des éponges, ou des dents de requins. Ensuite, une couche de grès dur, dont les blocs, plus ou moins gros, protègent parfois les marques d’anciennes plantes vieilles de plus de 65 millions d’années. Tout autour de Saint-Saturnin, sur les versants du plateau, un sol de marne à huîtres, puis des sables. Enfin vers Saint-Jean-des-Mauvrets les ardoises qui ont fait l’une des richesses du département.

## Toponymie
Durant la Révolution, la commune porte le nom de Mont-Rude.

## Histoire

### Les premiers habitants et l’origine du village
La première mention du village remonte au cartulaire du Ronceray en 1040, sous le nom Curtis Sancti Saturnini super Ligerim. Avant cette date, aucun document ou découverte ne permet d’affirmer une présence humaine sur la butte de Saint-Saturnin.
Pourtant la rive sud de la Loire est au Néolithique la zone la plus habitée et développée de l’Anjou. A Saint-Sulpice, le menhir et le petit dolmen, découverts dans le château de l’Ambroise, prouvent que le territoire est occupé depuis au moins le Néolithique (il y a 8000 ans). De même, la découverte de haches polies à Brissac ou Saint-Jean-des-Mauvrets, atteste la présence de l’homme dans la région à cette époque.
À l’époque gauloise, une route commerciale importante longe la Loire sur la rive sud de Gennes à Nantes. Les villages de Blaison, Saint-Sulpice, Saint-Jean, ou Juigné, situés sur cette route en profitent pour se développer. Nous ignorons malheureusement si cette route passait dans la vallée, ou sur le plateau de Saint-Saturnin, ce qui conduirait à imaginer que le bourg de Saint-Saturnin se serait aussi développé à ce moment-là.
Le IXe siècle est un siècle difficile pour les villages ruraux en Anjou. Les Normands pillent régulièrement les terres, les églises, les bourgs, les châteaux, tout au long de la Loire. À cela, viennent s’ajouter à la fin du siècle des famines.
La situation s’améliore sous la première dynastie comtale d’Anjou, fondé en 929 par Foulque I. Les villes et villages se développent, et de nouvelles terres cultivables se créent en défrichant les forêts, ce qui fut certainement le cas à Saint-Saturnin. C’est sous le règne de Foulque Nerra, en 1040, que Saint-Saturnin apparaît pour la première fois dans les archives. La paroisse est donnée par le comte aux bénédictins de Levière d’Angers.
C’est sans doute dans les deux siècles suivants que la première église de Saint-Saturnin fut construite (des traces du clocher de cette église étaient visibles sur l’ancienne église de la paroisse détruite en 1860).

### De la bourgade rurale à la commune républicaine
Du XIIIe au XVe siècle, l’Anjou dépendra de la seconde dynastie comtale (Charles d’Anjou, Louis II et Yolande d’Aragon, René d’Anjou,…) dont les projets sont plus européens qu’angevins.
Certains manoirs, grandes fermes ou église se fortifient. A Saint-Saturnin, l’église est reconstruite (à la suite de sa destruction ou d'une fortification du bâtiment). Face à ses difficultés récurrentes, nombreux paysans préfèrent se réfugier dans les villes, et beaucoup de terres sont laissées à l’abandon. Les petits bourgs de campagnes, comme Saint-Saturnin, voient leur population et leurs étendues diminuer.
À cette époque, la langue française se modernise, et Saint-Saturnin est appelé dans les textes Saint Saournin sur Loire (en 1465) ou Saint Sernin (en 1579), c’est de là que nous vient le nom des habitants de la commune : les Saourniens.
Les XVIe et XVIIe siècles sont encore marqués par les guerres et les affrontements d’idées. 
La période vit de nombreux bâtiments se construire, soit du fait de la fondation de nouveaux ordres, ou de l’affirmation de pouvoirs locaux. A Saint-Saturnin, une chapelle est ajoutée à l’église au XVIe siècle. Le prieuré est rénové. Le manoir de la Groye est construit, ou reconstruit.

### Les seigneurs de Saint-Saturnin
Les terres placées entre les bourgs de Saint-Saturnin et de Brissac appartenaient majoritairement au duc de Brissac. Les paysans cultivant ses terres devaient donc payer des impôts au duc, souvent en bien plus qu’en argent, mais devaient aussi la corvée quelques jours par an. Lors des journées de corvée, on réunissait les corvéables pour des travaux collectifs. Ainsi on curait les douves du château de Brissac, où on dégageait le canal qui passait sous la route de Brissac et qui protégeait le château.
Au XVIe siècle, la seigneurie de la Groye est possédée par la famille Rogeron, dont la renommée et la richesse s’est faite au XVe siècle. Charles de Rogeron (fin XVIe -début XVIIe siècle) développa la seigneurie de la Groye. En 1585, il était marchand fermier du prieuré de Saint-Saturnin, c’est-à-dire qu’il louait les terres appartenant au prieuré et les faisait exploiter à son compte. En 1612, il ajoutera à ce domaine, les terres du fief de Fesles. Charles épousa Anne Fardeau, qui lui donna huit enfants, Étienne, né en 1585, qui deviendra chanoine de Blaison, Jean, Marie, Renée, Jacques, Anne (née en 1600), André et Maurice.
Charles n’était que simple marchand, mais faisait figure de notable local. Il se fit appeler seigneur des Groix alors qu’il n’en possédait pas le titre et reconstruisit le manoir sur des murs plus anciens. À sa mort, en 1625, dix-huit prêtres assistèrent à sa sépulture. La messe fut chantée par son neveu, Jacques Rogeron, accompagné de Jean Rogeron, autre neveu et curé de Charcé. On brûla huit douzaines de chandelles, et Charles fut enterré  à l’intérieur de l’église.
Son fils Jacques lui succéda comme sieur de la Groye, il était garde de mesurage à sel à Angers, et épousa Anne Pauvert en 1625. À sa mort en 1658, il lègue l’ensemble de ses domaines, dont l’Auberge du Mouton à Port-en-Vallée, à sa nièce, Anne Pauvert, épouse de René Piolin, juge consul des marchands à Angers et fermier du prieuré de la Trinité. Elle fut la dernière de la famille Rogeron à posséder le manoir. En 1707, elle vendait le domaine à Urbain Cassin, marchand ferronnier à Angers, qui prit le nom de Cassin de la Groye.
L’autre grande famille du village fut celle possédant le manoir de la Fosse. Le manoir date de vers 1480, et se développe sous Renée Lebreton qui possède le fief en 1540. Elle était la veuve de Jean Cadu, juge ordinaire d’Anjou, et maire d’Angers à plusieurs reprises entre 1513 et 1531.
Ensuite le fief passe aux mains de la famille Avril de 1561 à 1665. On trouve ainsi Guillaume Avril et sa femme Anne Leroy, puis leur fils René Avril, chantre et chanoine de Saint-Pierre d’Angers à compter de 1613. Il fonde en 1662 la chapelle de La Fosse. Mort en 1663, René Avril laisse à ses héritiers le fief, qui est vendu en 1665 à Pierre Foyer. Le domaine est ensuite acquis en 1727 par Pierre Pasqueray du Rouzay, héritier en 1735 du château de Saint-Jean-des-Mauvrets.

### La commune de Saint-Saturnin-sur-Loire
La Révolution française réorganise géographiquement le pays. D’abord les provinces sont redessinées et l’Anjou, quelque peu diminuée, devient le département de Mayenne-et-Loire, qui prendra par la suite le nom de département de Maine-et-Loire. Les communes sont renommées afin de supprimer les allusions religieuses : Saint-Saturnin devient Bon Air, puis Mont-Rude, et Saturnin. Mais surtout le village est divisé en deux. Le 17 janvier 1792, le district d’Angers décide le partage entre Gorges Sableuses (Saint-Sulpice) et Saint-Jean-des-Mauvrets.
Les habitants de Saint-Saturnin ne semblent pas particulièrement engagés dans les conflits révolutionnaires. Les combats ont surtout lieu dans les Mauges ou au nord de la Loire. À Saint-Sulpice, le curé de la paroisse, Jean Louis Jumereau, est réfractaire ; il est arrêté en 1793, et périt à coups de fusil à l’entrée de Saint-Jean-des-Mauvrets, alors que les républicains le conduisaient à la prison d’Angers.
L’église de Saint-Saturnin a, elle, été vendue le 21 mai 1792, mais elle sera rachetée par les habitants en 1799.
En 1805, la commune retrouve son autonomie et son nom, mais pour une raison inconnue le Petit Pavé, dans le bourg de Saint-Saturnin, reste attaché à Saint-Jean-des-Mauvrets. La commune suit alors le développement agricole que connaît le département. En 1831, Saint-Saturnin compte 1038 habitants vivant principalement de l’agriculture. Dans la vallée, les cultures maraîchères et le chanvre viennent s’ajouter à la viticulture de la plaine.
Après 1860, Napoléon III développe le chemin de fer en France, la Loire perd alors peu à peu de son importance dans le commerce et les échanges. L’empereur diffuse aussi les règles et les installations d’hygiène publique. Les égouts et bains publics sont créés dans les villes, et à Saint-Saturnin, on construit un nouveau bâtiment abritant séparément le vivier, le lavoir, et l’abreuvoir (cet aménagement, appelé la fontaine, est toujours installé rue de la Loire). Mais du fait de la croissance de l’industrie et du développement des villes, la main-d’œuvre des campagnes va chercher le travail en ville.
En 1859, la commune de Saint-Saturnin est autorisée à vendre son ancienne mairie et ses biens communaux. L’argent ainsi récupéré permet de construire un nouveau bâtiment servant de mairie et d’école. L’église est également complètement reconstruite, avec les pierres de l’ancienne.
Au début du XXe siècle, la Première Guerre mondiale touche Saint-Saturnin qui perd quatorze de ses enfants. Pendant l’entre-deux-guerres, la commune reste agricole, et profite de l’avancée du progrès. L’électricité est par exemple installée en 1925, même si on continuera jusque dans les années 1960 à aller chercher l’eau aux puits ou pompes collectifs. Néanmoins, la période est dure pour les communes rurales, qui à la suite de la Grande Guerre et des difficultés économiques, perdent peu à peu leurs habitants. En 1936, Saint-Saturnin compte plus que 575 habitants.
Après la guerre, l’Anjou connaît comme partout l’exode rural et la transformation de l’agriculture. Le nombre de fermes à Saint-Saturnin diminue fortement après la guerre (65 fermes en 1945, 45 en 1960, et 5 en 2005), pourtant dans les années 1970, la population agricole du village est encore de 59,3 %, contre 45,9 % vers 1980. En 1968, la pépinière Prouteau s’installe sur Saint-Saturnin, et mettra plus de dix ans à réellement se développer. Depuis les années 1970, une politique de repeuplement du village est menée pour attirer les nouveaux urbains de l’agglomération angevine qui cherche à se loger en campagne. D’anciennes maisons sont restaurées, certains hameaux, comme la Gaignardière, s’étendent, et le lotissement de la Chaintre se crée dans les années 1980.
Un projet de regroupement se dessine au milieu des années 2010. Il est entériné par les conseils municipaux en juin 2016 et intervient en décembre, donnant naissance à Brissac Loire Aubance. Saint-Saturnin-sur-Loire devient alors une commune déléguée,.

## Politique et administration

### Administration municipale

#### Administration actuelle
Depuis le 15 décembre 2016, Saint-Saturnin-sur-Loire constitue une commune déléguée au sein de la commune nouvelle de Brissac Loire Aubance et dispose d'un maire délégué.
| Période                                  | Période       | Identité          | Étiquette | Qualité |
| ---------------------------------------- | ------------- | ----------------- | --------- | ------- |
| 15 décembre 2016                         | novembre 2017 | Lucien Hubert     |           |         |
| novembre 2017                            | en cours      | Florence Laroche, |           |         |
| Les données manquantes sont à compléter. |               |                   |           |         |

#### Administration ancienne
| Période   | Période       | Identité        | Étiquette | Qualité  |
| --------- | ------------- | --------------- | --------- | -------- |
| mars 2001 | mars 2014     | Didier Peignard |           |          |
| mars 2014 | décembre 2016 | Lucien Hubert   | PS        | Retraité |

### Ancienne situation administrative
La commune est membre de la communauté de communes Loire Aubance jusqu'en 2016, elle-même membre du syndicat mixte Pays Loire-Angers. La communauté de communes disparait le 1er janvier 2017 au profit de la nouvelle communauté de communes Loire Layon Aubance. La commune de Brissac Loire Aubance devient membre de cette nouvelle intercommunalité.
Jusqu'en 2014, la commune fait partie du canton des Ponts-de-Cé et de l'arrondissement d'Angers. Un nouveau découpage territorial pour le département de Maine-et-Loire est défini par le décret du 26 février 2014. La commune reste attachée au canton des Ponts-de-Cé, avec une entrée en vigueur au renouvellement des assemblées départementales de 2015.

## Population et société

### Évolution démographique
L'évolution du nombre d'habitants est connue à travers les recensements de la population effectués dans la commune depuis 1800. À partir du 1er janvier 2009, les populations légales des communes sont publiées annuellement dans le cadre d'un recensement qui repose désormais sur une collecte d'information annuelle, concernant successivement tous les territoires communaux au cours d'une période de cinq ans. 
Pour les communes de moins de 10 000 habitants, une enquête de recensement portant sur toute la population est réalisée tous les cinq ans, les populations légales des années intermédiaires étant quant à elles estimées par interpolation ou extrapolation. Pour la commune, le premier recensement exhaustif entrant dans le cadre du nouveau dispositif a été réalisé en 2005,.
En 2014, la commune comptait 1 384 habitants, en évolution de +5,41 % par rapport à 2009 (Maine-et-Loire : +3,3 %, France hors Mayotte : +2,49 %).
| 1800 | 1806 | 1821 | 1831  | 1836 | 1841 | 1846 | 1851 | 1856 |
| ---- | ---- | ---- | ----- | ---- | ---- | ---- | ---- | ---- |
| 717  | 930  | 904  | 1 038 | 968  | 942  | 937  | 967  | 919  |

| 1861 | 1866 | 1872 | 1876 | 1881 | 1886 | 1891 | 1896 | 1901 |
| ---- | ---- | ---- | ---- | ---- | ---- | ---- | ---- | ---- |
| 903  | 902  | 872  | 831  | 842  | 802  | 764  | 711  | 684  |

| 1906 | 1911 | 1921 | 1926 | 1931 | 1936 | 1946 | 1954 | 1962 |
| ---- | ---- | ---- | ---- | ---- | ---- | ---- | ---- | ---- |
| 673  | 644  | 587  | 610  | 568  | 575  | 573  | 600  | 538  |

| 1968 | 1975 | 1982 | 1990  | 1999  | 2005  | 2010  | 2014  | - |
| ---- | ---- | ---- | ----- | ----- | ----- | ----- | ----- | - |
| 547  | 589  | 824  | 1 080 | 1 205 | 1 290 | 1 323 | 1 384 | - |

### Pyramide des âges
La population de la commune est relativement jeune. Le taux de personnes d'un âge supérieur à 60 ans (12,1 %) est en effet inférieur au taux national (21,8 %) et au taux départemental (21,4 %).
Contrairement aux répartitions nationale et départementale, la population masculine de la commune est supérieure à la population féminine (49,8 % contre 48,7 % au niveau national et 48,9 % au niveau départemental).
La répartition de la population de la commune par tranches d'âge est, en 2008, la suivante :
- 49,8 % d’hommes (0 à 14 ans = 25,2 %, 15 à 29 ans = 13,8 %, 30 à 44 ans = 24,3 %, 45 à 59 ans = 25,2 %, plus de 60 ans = 11,5 %) ;
- 50,2 % de femmes (0 à 14 ans = 23 %, 15 à 29 ans = 15,9 %, 30 à 44 ans = 24,3 %, 45 à 59 ans = 24,1 %, plus de 60 ans = 12,6 %).

| Hommes | Classe d’âge | Femmes |
| ------ | ------------ | ------ |
| 0,2    | 90 ans ou +  | 0,3    |
| 2,0    | 75 à 89 ans  | 4,6    |
| 9,3    | 60 à 74 ans  | 7,7    |
| 25,2   | 45 à 59 ans  | 24,1   |
| 24,3   | 30 à 44 ans  | 24,3   |
| 13,8   | 15 à 29 ans  | 15,9   |
| 25,2   | 0 à 14 ans   | 23,0   |

| Hommes | Classe d’âge | Femmes |
| ------ | ------------ | ------ |
| 0,4    | 90 ans ou +  | 1,1    |
| 6,3    | 75 à 89 ans  | 9,5    |
| 12,1   | 60 à 74 ans  | 13,1   |
| 20,0   | 45 à 59 ans  | 19,4   |
| 20,3   | 30 à 44 ans  | 19,3   |
| 20,2   | 15 à 29 ans  | 18,9   |
| 20,7   | 0 à 14 ans   | 18,7   |

## Économie
Sur 68 établissements présents sur la commune à fin 2010, 15 % relevaient du secteur de l'agriculture (pour une moyenne de 17 % sur le département), 4 % du secteur de l'industrie, 9 % du secteur de la construction, 54 % de celui du commerce et des services et 18 % du secteur de l'administration et de la santé.

## Culture locale et patrimoine

### Lieux et monuments
- Manoir de la Fosse, du XVIIe siècle ;

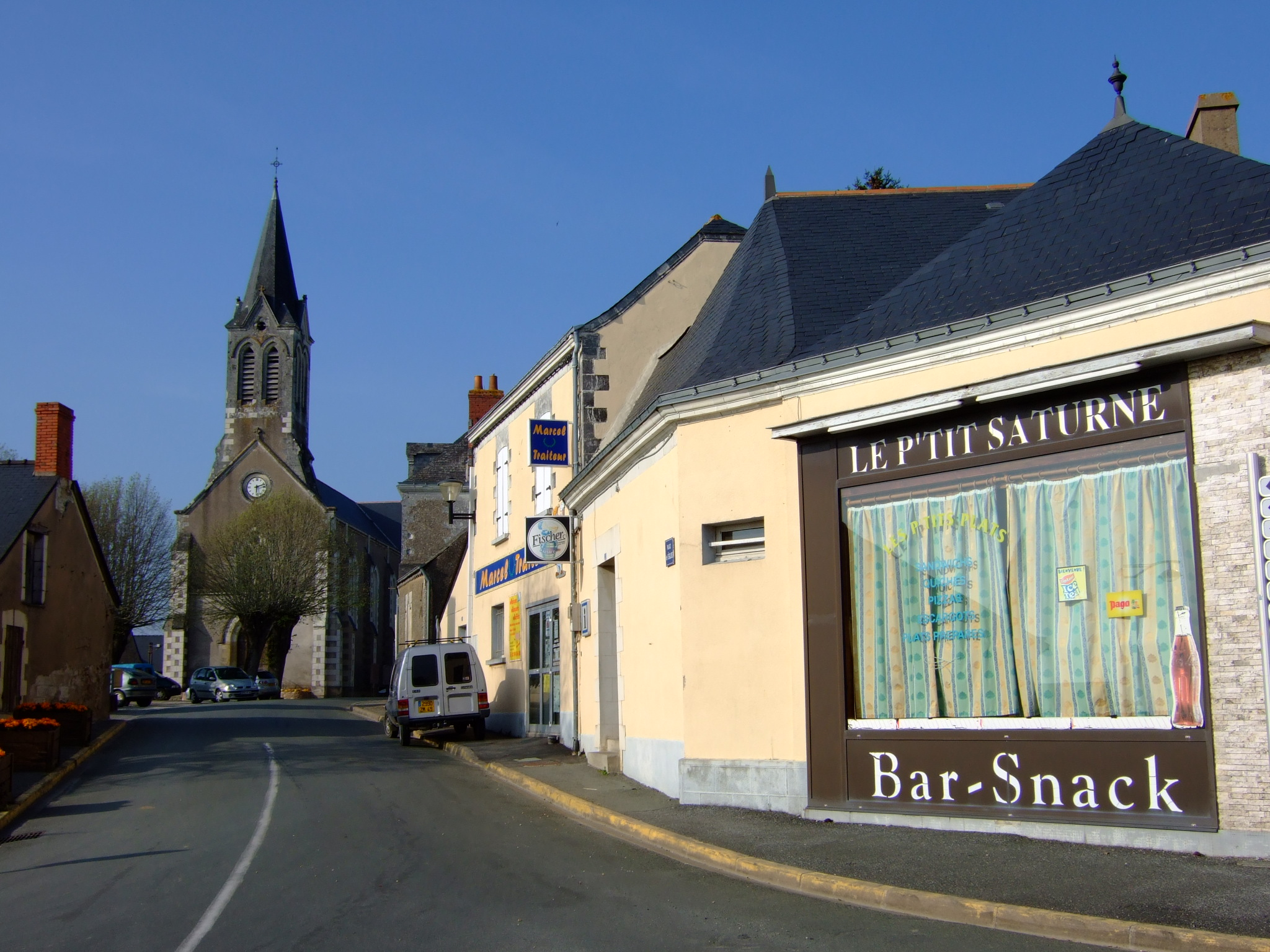
Le centre du village avec l'église.

- Manoir de la Groye, des XVIe et XVIIe siècles ;
- Grand Moulin, moulin à vent de type cavier ;
- Moulin de Denneron, moulin à vent de type cavier, du XVIIe siècle ;
- Moulin des Giraults, moulin à vent du XVIIIe siècle ;
- Moulin des Quatre Croix, moulin à vent des XVIIIe et XIXe siècles.

### Personnalités liées à la commune
Deux membres du groupe Tata Simone sont originaires de la commune de bord de Loire.